# Хелонг
Хелонг (Helon, Kupang, Semau) — язык, на котором говорят в городе Купанг на западной оконечности Тимора и на острове Семау на западе Малых Зондских островов в Индонезии.
У хелонг есть диалекты фунай (лэнд-хелонг), хелонг-дарат (болок), хелонг-пулау (исленд-хелонг, семанг). Вкраплён с языками амараси и другими. В отличие от многих окружающих языков, не склоняется в V-начальных корнях глаголов для персон или чисел. В языке есть краткие и долгие гласные, гортанная смычка и перестановка звуков и слогов на основе процессов ассимиляции и диссимиляции (метатеза). Носители диалекта хелонг-дарат перешли на купангский малайский язык, а фунай исчез через смешанные браки и городское влияние.